# Maladie de Hunter
 Mise en garde médicale
La maladie de Hunter est une maladie rare et orpheline ; mucopolysaccharidose (de type II), qui présente des formes plus ou moins sévères.

Les mucopolysaccharidoses sont des maladies génétiques lysosomales.
Dans ce cas une mutation au sein d'un gène codant une enzyme nécessaire aux cellules pour leur permettre de dégrader certains sucres toxiques (les glycosaminoglycanes parfois notés GAG), lesquels s'accumulent alors dans les cellules en finissant par inhiber les fonctions d'organes vitaux comme le cœur, les poumons ou le cerveau (la maladie étant alors parfois source de retards de développement, de lésions cérébrales et d'une mort précoce).

## Causes
La maladie touche principalement les hommes car elle est portée par le chromosome X (transmise par la femme selon un mode récessif, la maladie s'exprime lorsque le parent masculin n'apporte pas de chromosome X sain dominant qui "protégerait" de la maladie).
La maladie est liée au déficit enzymatique de l'iduronate 2 sulfatase (IDS).

## Symptômes
L'iduronate 2 sulfatase (IDS) est une enzyme lysosomale qui hydrolyse spécifiquement le groupement sulfate en position 2 de l'acide iduronique présent dans les glycosaminoglycanes (GAG) (le dermatane sulfate (DS) et l'héparane sulfate (HS)).

Son déficit est responsable de l'accumulation dans les lysosomes des différents tissus des deux mucopolysaccharides.
Cette accumulation se traduit par les symptômes d'une maladie dégénérative qui touche de très nombreux organes (en priorité le foie, la rate, le cœur, le cerveau et les os) avec un engorgement cellulaire, un gonflement de certains organes (organomégalie). On retrouve ainsi des difficultés (croissantes) comme la surdité, l'insuffisance cardiaque, des arthroses handicapantes, etc.
La croissance de l'enfant s'arrête ou se ralentit fortement vers trois ans, les premiers symptômes de retard mental apparaissent. Le malade meurt généralement vers 12 ans de l'accumulation des dégénérescences, sauf dans les cas de formes « légères » où les progrès plus lents de la maladie permettent au malade d'atteindre l'âge adulte.
La rareté de la maladie, la lenteur de l'apparition et la diversité des symptômes mènent souvent à un diagnostic tardif sauf dans les familles déjà touchées (et qui sont donc suivies de près par les médecins).

## Incidence
Elle touche environ 1 naissance sur 130 000 (soit 2 à 3 par an en France). Elle est une maladie orpheline.

## Soins
L'absence de l'enzyme lysosomale est particulièrement difficile à combattre parce qu'elle touche tous les organes simultanément.
- Un traitement consiste à injecter chaque semaine de l'iduronate-2-sulfate (IDS), l'enzyme manquante. Cependant le titre sanguins de l'hormone chute en une journée après l'injections, ce qui limite l'efficacité

- La greffe de moelle osseuse a longtemps été le seul traitement connu. Toutefois, elle reste très controversée et généralement abandonnée (des améliorations limitées, peu ou pas d'effet sur le cerveau et le handicap mental, des risques chirurgicaux importants ; mais elle permet généralement d'éviter une dégénérescence douloureuse et une mort bien avant l'adolescence).

- Une thérapeutique enzymatique substitutive est proposée par Shire Human Genetic Therapies Ltd (précédemment nommée Transkaryotic Therapies, Inc.) sous le nom d'Elaprase.
Les essais cliniques se sont révélés suffisamment concluants pour conduire à une approbation par la Food and Drug Administration en juillet 2006 aux États-Unis et une autorisation temporaire d'utilisation en France. Cette approche thérapeutique devrait présenter des effets proches de ceux de la greffe de moelle osseuse, en éliminant les risques chirurgicaux mais au prix des contraintes et des réactions liées à des perfusions longues (1 à 3 heures) et répétées (une fois par semaine pour le reste de la vie du patient). Quoi qu'il en soit, les essais cliniques de type II/III ont révélé un nombre important d'améliorations significatives comme une réduction de la taille du foie ou de la rate, une amélioration sur des critères quantitatifs comme le test de la distance marchée en 6 minutes, le volume expiratoire maximal, la mesure du taux de glycosaminoglycanes (GAG) dans les urines[réf. souhaitée].

- Un projet de nouveau traitement a commencé à être testé sur l'Homme en 2018[2], mais qui doit encore faire ses preuves. Il consiste à génétiquement modifier des cellules au moyen d'un outil dit « zinc finger nucleases (ZFNs) » (une méthode développée avant la technique du CRISPR) puis à les renvoyer dans le corps du patient[1]. Une petite quantité de cellules (moins de 1 % des cellules hépatiques du patient) peut alors produire une quantité suffisante de l'enzyme (iduronate-2-sulfate ou IDS) qui manquait pour traiter ou atténuer la maladie de Hunte[1]. Lors des premières expériences (2018) l'enzyme était indétectable dans le sang des patients ainsi traités (peut être en partie à cause d'une sensibilité trop faible des tests disponibles), mais les patients traités semblaient dégrader une partie significative des sucres toxiques qui empoisonnaient leur organisme[1]. La thérapie telle que testée reste imparfaite car des taux élevés de GAG chez les garçons atteints par la maladie peut entraîner de graves lésions cérébrales, qui ne seront pas prévenues ni traitées par la thérapie enzymatique basées sur le foie car les enzymes IDS ne traversent pas la barrière hémato-encéphalique (comme elle semble pouvoir le faire chez la souris chez laquelle cette barrière est plus perméable que chez l'être humain)[1].

- À défaut de traitements complètement efficaces, les soins palliatifs restent d'une importance capitale. Il s'agit alors de corriger ou de réduire les effets de la détérioration des nombreuses fonctions touchées par la maladie (par exemple, les difficultés arthritiques). La grande variété des symptômes observés engage une panoplie très large de soins qui vont jusqu'à la chirurgie et l'accompagnement psychiatrique.